# Grand koudou
Tragelaphus strepsiceros
Ne doit pas être confondu avec Petit koudou.
 (janvier 2018).
Si vous disposez d'ouvrages ou d'articles de référence ou si vous connaissez des sites web de qualité traitant du thème abordé ici, merci de compléter l'article en donnant les références utiles à sa vérifiabilité et en les liant à la section « Notes et références ».
Espèce
Répartition géographique
Statut de conservation UICN

 LC  : Préoccupation mineure
Le Grand koudou (Tragelaphus strepsiceros), ou coudou, est une espèce de mammifères africains de la famille des bovidés. Cette grande antilope vit essentiellement dans les régions montagneuses du Tchad jusqu'au Soudan et, à basse altitude, de l'Afrique de l'Est à l'Afrique du Sud, bien qu’on puisse en trouver en Afrique de l'Ouest notamment au Mali. 
Son nom vernaculaire vient de iqudu en langue Xhosa, par l'Afrikaans koedoe, signifiant « antilope ».

## Distribution et habitat
Cette espèce se rencontre en Afrique du Sud, en Angola, au Botswana, en Érythrée, en Éthiopie, au Kenya, au Malawi, au Mozambique, en Namibie, en Ouganda, en République centrafricaine, en République démocratique du Congo, au Swaziland, en Tanzanie, au Tchad, en Zambie et au Zimbabwe. Elle est probablement éteinte à Djibouti et au Soudan et n'est plus présente en Somalie. Il s'agit d'une espèce essentiellement montagnarde, vivant en terrain accidenté et boisé, et qui préfère rester cachée et discrète dans son environnement.

## État des populations

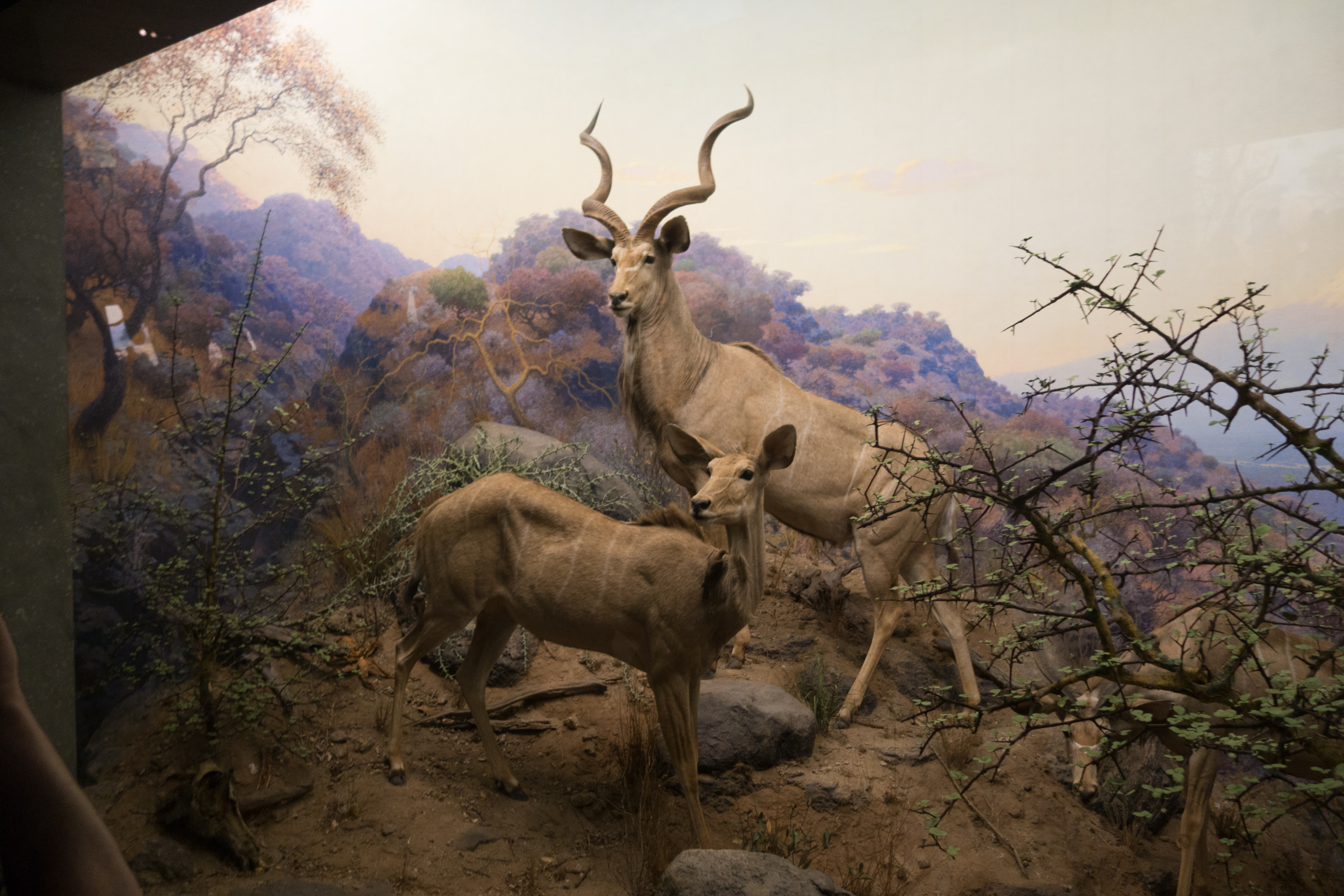
le grand koudou en font partie des animaux d'Afriques

Selon l'Union internationale pour la conservation de la nature, sa population est estimée à 482 000 individus dont 15 % en zones protégées et 61 % sur des terres privées. Elle est en progression dans ces territoires, mais en décroissance partout ailleurs. Dans le nord de son aire de répartition, l'espèce est en situation précaire et devra sa survie à la mise en place de mesures de protection et de gestion adaptées.
Le koudou a une histoire particulière avec nos comptines enfantines. En effet, l’histoire raconte que lorsque les Égyptiens sont venus en Afrique du Sud, ils ont récupéré des koudous pour les amener au bord du Nil. Il faut noter aussi que le son que produit le koudou est "cro". Une fois qu’ils étaient au bord du Nil, avec tous les crocodiles dont le Koudou a extrêmement peur, ils se sont tous enfuis en faisant "cro, cro, cro, cro". Les Égyptiens, amusés, ont raconté cette histoire aux Romains qui en font une chanson qui, traduite en français, donne le fameux "a les crocrocro les crocodiles, sur le bord du Nil ils sont partis n’en parlons plus"[réf. nécessaire].

## Liste des sous-espèces
Selon MSW :
- Tragelaphus strepsiceros bea
- Tragelaphus strepsiceros burlacei
- Tragelaphus strepsiceros chora
- Tragelaphus strepsiceros strepsiceros
- Tragelaphus strepsiceros zambesiensis

## Description
Son corps est strié de raies blanches verticales. Une tache blanche bien visible orne sa gorge et une barre blanche son poitrail. Le chevron blanc entre ses yeux de velours et la tache blanche autour de sa bouche donnent du caractère à sa face sombre. Une courte crinière blanche court le long de son cou, de ses épaules et de son dos. Quant à sa tête, elle est couronnée de deux cornes divergentes qui s’enroulent gracieusement en trois spires. Imposant, il se distingue par les lourds et longs poils marron et blanc qui descendent le long de son poitrail en une frange bien développée. Ses cornes sont plus massives et ses oreilles proportionnellement plus grandes que celles des autres koudous. Son corps présente de 5 à 12 rayures blanches. C'est un excellent sauteur ; il peut franchir d'un bond des obstacles d'environ 2 à 3 mètres de hauteur. La longueur de ses cornes (en spirales) est de 120 à 180 cm (mâles), les cornes sont absentes chez les femelles. La longueur du corps 220 cm environ, sa hauteur au garrot  160 cm (mâles), 135 cm (femelles). Leur taille à la hauteur de la tête est d'environ 2 mètres pour un mâle adulte et 1 m 75 pour une femelle. Le poids à l'âge adulte : 190 à 300 kg pour les mâles, 120 à 210 kg pour les femelles.
Avec l'Antilope rouanne, le Gnou bleu et l'éland de Derby, les Grands Koudous font partie des grands animaux d'Afrique, après la Girafe, l'Éléphant d'Afrique, l'Autruche, le Zèbre de Grévy et le Rhinocéros blanc.

## Physiologie
- Maturité sexuelle : 1 à 3 ans
- Gestation : 215 à 245 jours (7 à 8 mois)
- Nombre de jeunes / portée : 1
- Nombre de portées / an : 1
- Longévité : 14 ans en moyenne, jusqu'à 20 ans en captivité.
- Captivité : l'espèce est relativement bien représentée dans les zoos ; les femelles sont peu agressives (car dépourvues de cornes) et ont besoin d'un grand enclos boisé pour être en sécurité.

## Naissance

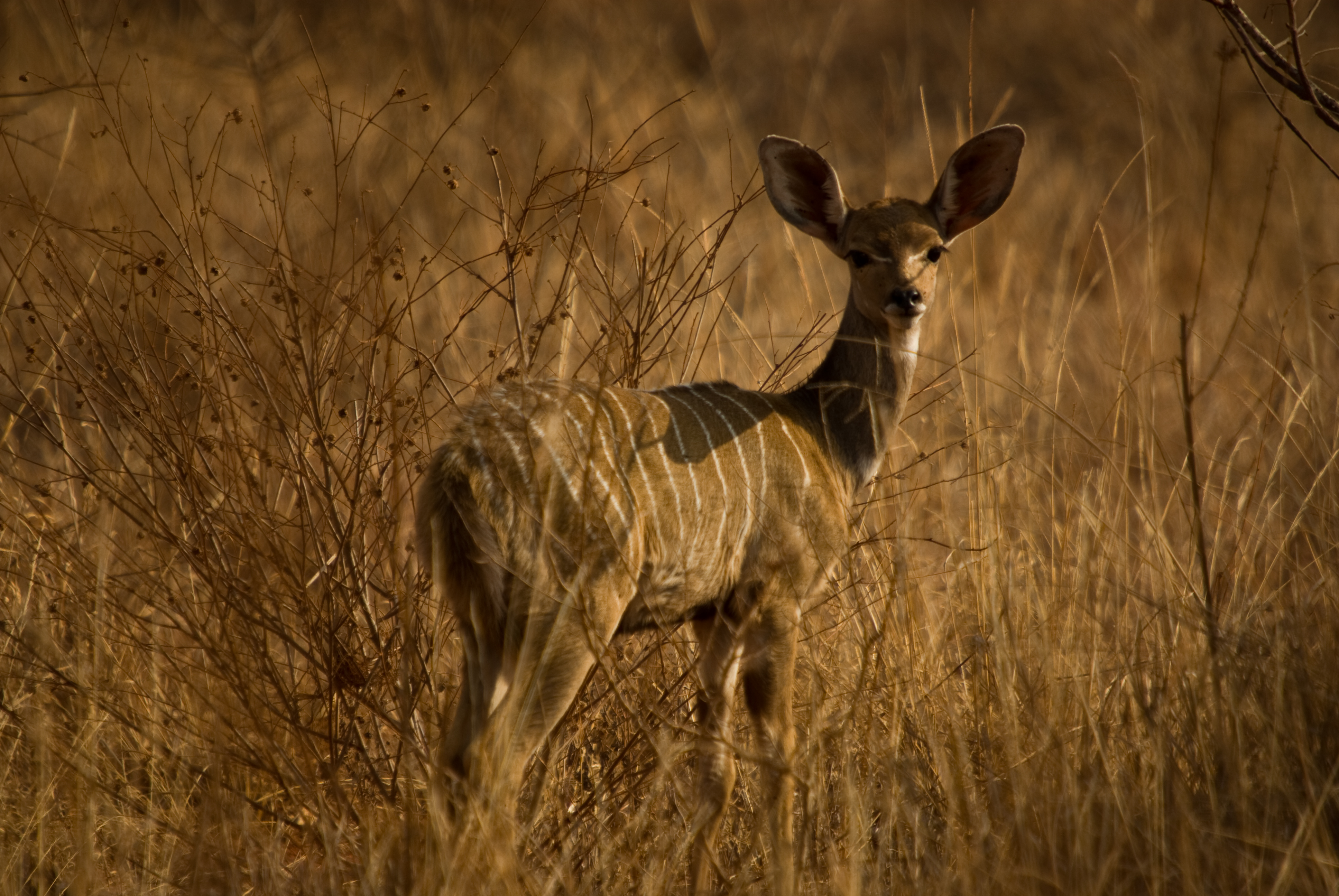
Jeune grand koudou.

Quand un koudou naît, sa mère le lèche aussitôt entièrement, ce qui le débarrasse de toute odeur susceptible d’attirer les prédateurs.  Lorsqu’elle part en quête de nourriture, le nouveau-né reste sagement couché à l’endroit où elle le laisse. Elle revient régulièrement le “désodoriser” en le léchant et assurer ainsi sa protection. Toutefois, quand le bébé antilope commence à grignoter des plantes, vers le dixième jour, il commence à dégager une odeur corporelle. Ayant perdu sa protection spéciale, il accompagne désormais sa mère partout où elle va.[réf. nécessaire]

## Régime alimentaire
Le Grand koudou est herbivore ; il se nourrit essentiellement de pousses et de feuilles.

## Prédateurs
Les lions, les hyènes, les léopards, les guépards et les lycaons sont des prédateurs des grands koudous, en particulier lorsqu'ils quittent les abris boisés et se retrouvent à découvert ou à proximité d'un point d'eau. Ils sont victimes des hommes, qui les chassent pour les cornes et la viande. Le grand koudou peut atteindre à la course les 50 km/h en pointe, ce qui est moyen pour une antilope, surtout que les grands koudous sont grands, fins et élancés, en comparaison avec les topis ou les cerfs, également élancés mais plus rapides à la course.

## Parc zoologique de Paris, Peaugres et zoo de la Palmyre
Le Parc zoologique de Paris détient au moins 5 spécimens de Tragelaphus strepsiceros qui sont présentés au public, facilement observables lors de la promenade du zoo. Pas du tout farouches, ils se laissent aisément observer par le public. Deux naissances ont eu lieu en 2014, Saba, née le 29 juillet et Kingali née le 22 août. Une autre naissance a lieu le 2 septembre 2015, il s'agit d'un mâle prénommé Kindou.
Le Safari de Peaugres situé dans le Sud de la France, détient pas moins de 5 Grands Koudous mâles, qui sont présentés en semi-liberté dans le parc voiture de plusieurs hectares.
Le zoo de la Palmyre (Charente maritime) détient également plusieurs spécimens.

## Galerie

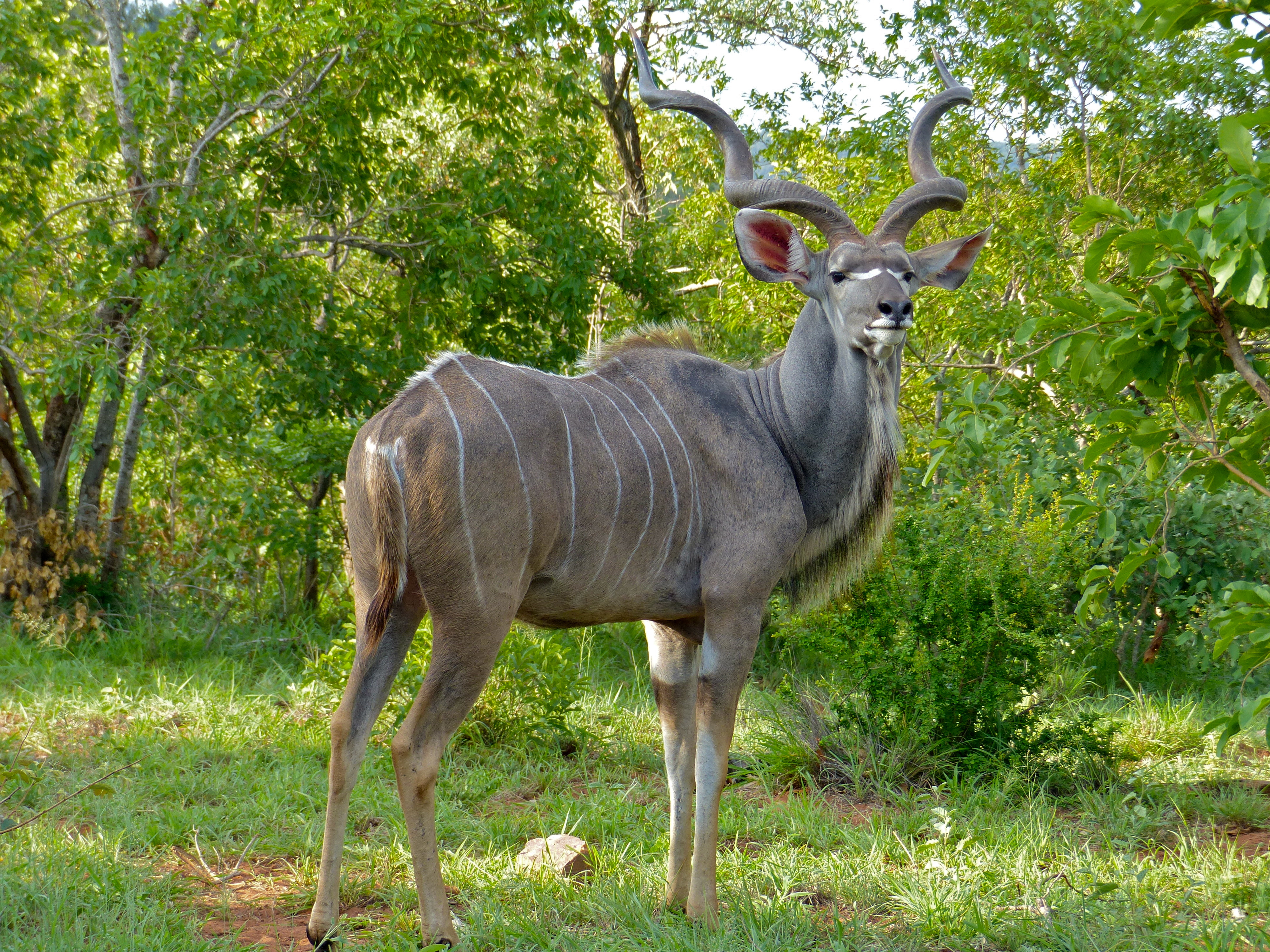
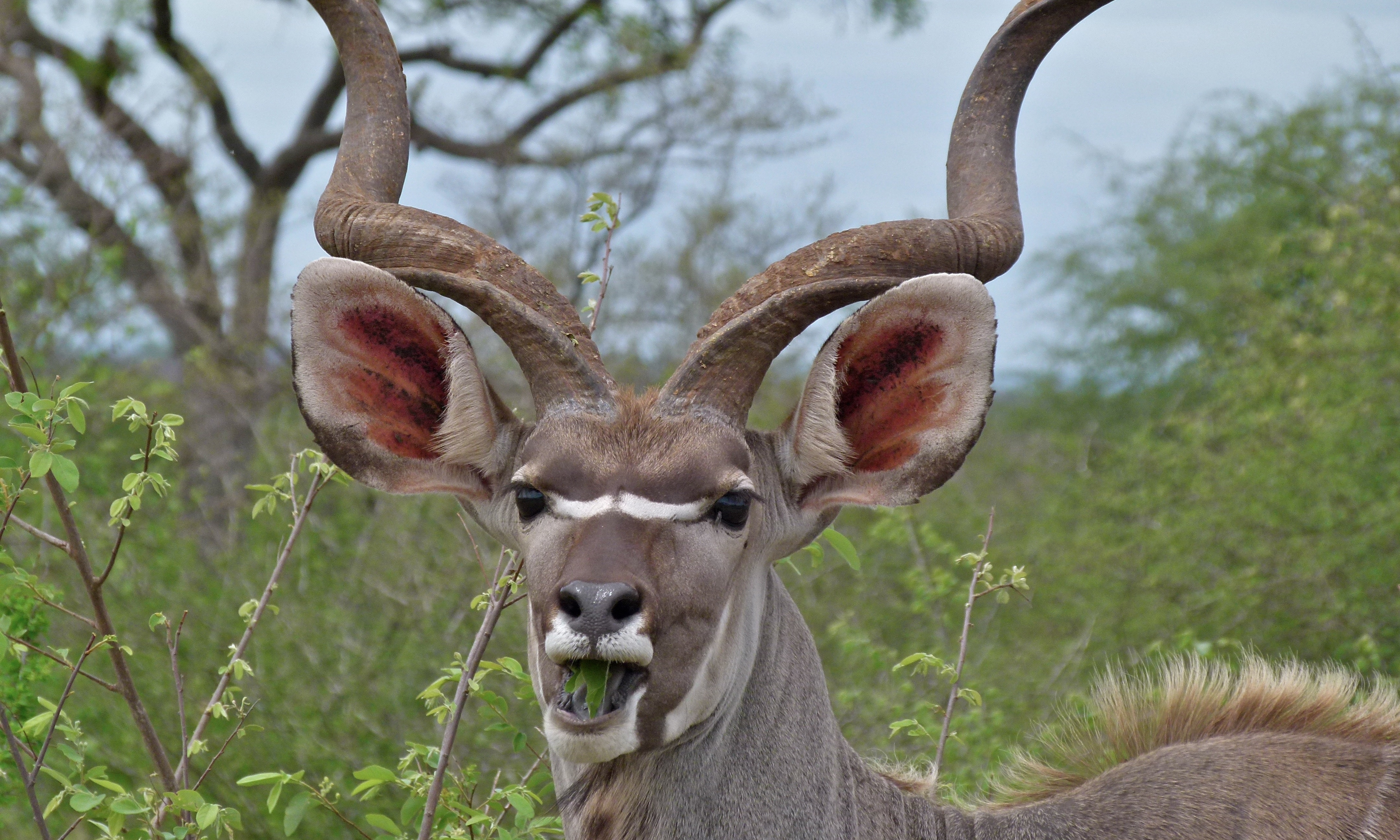
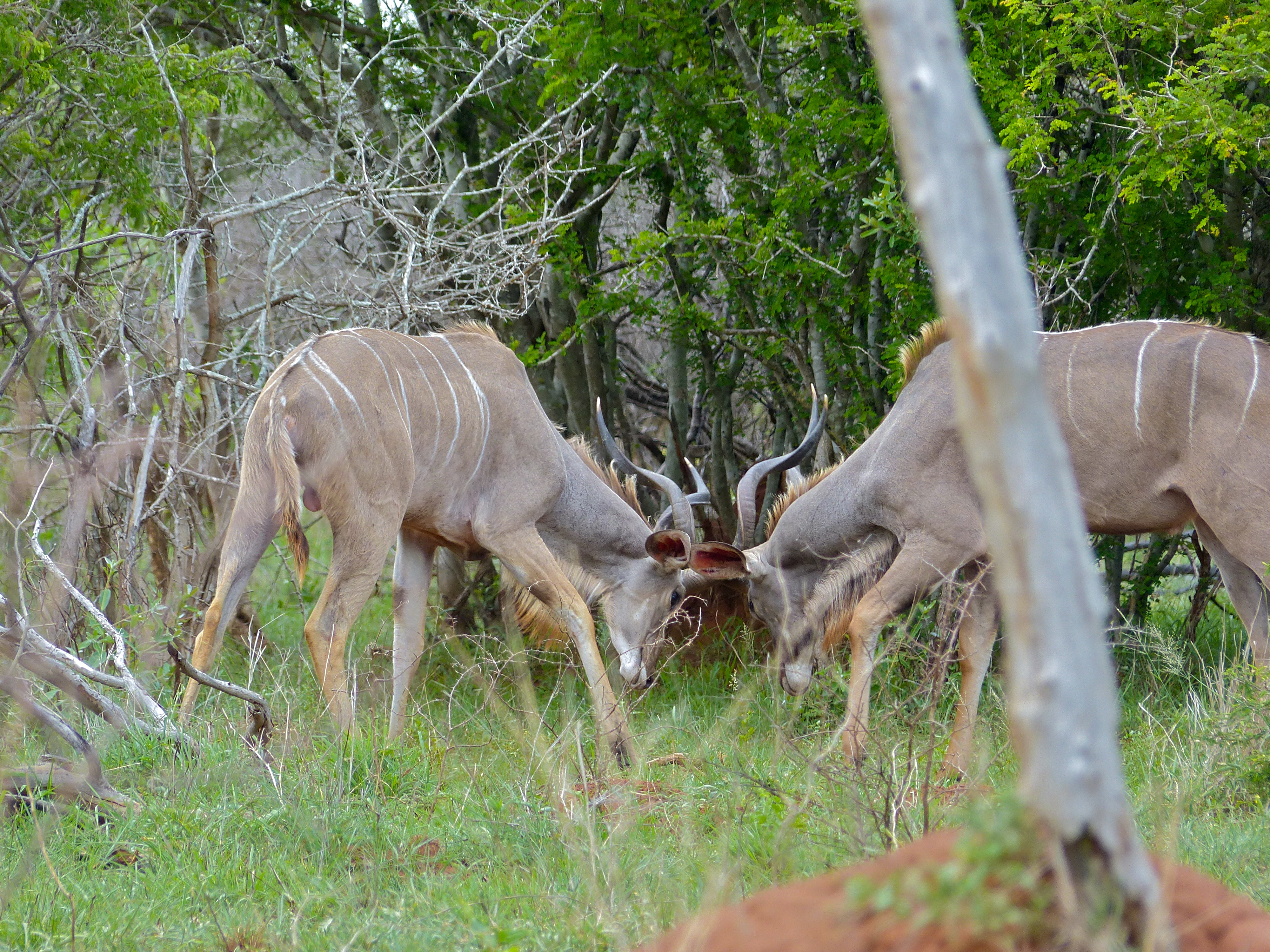
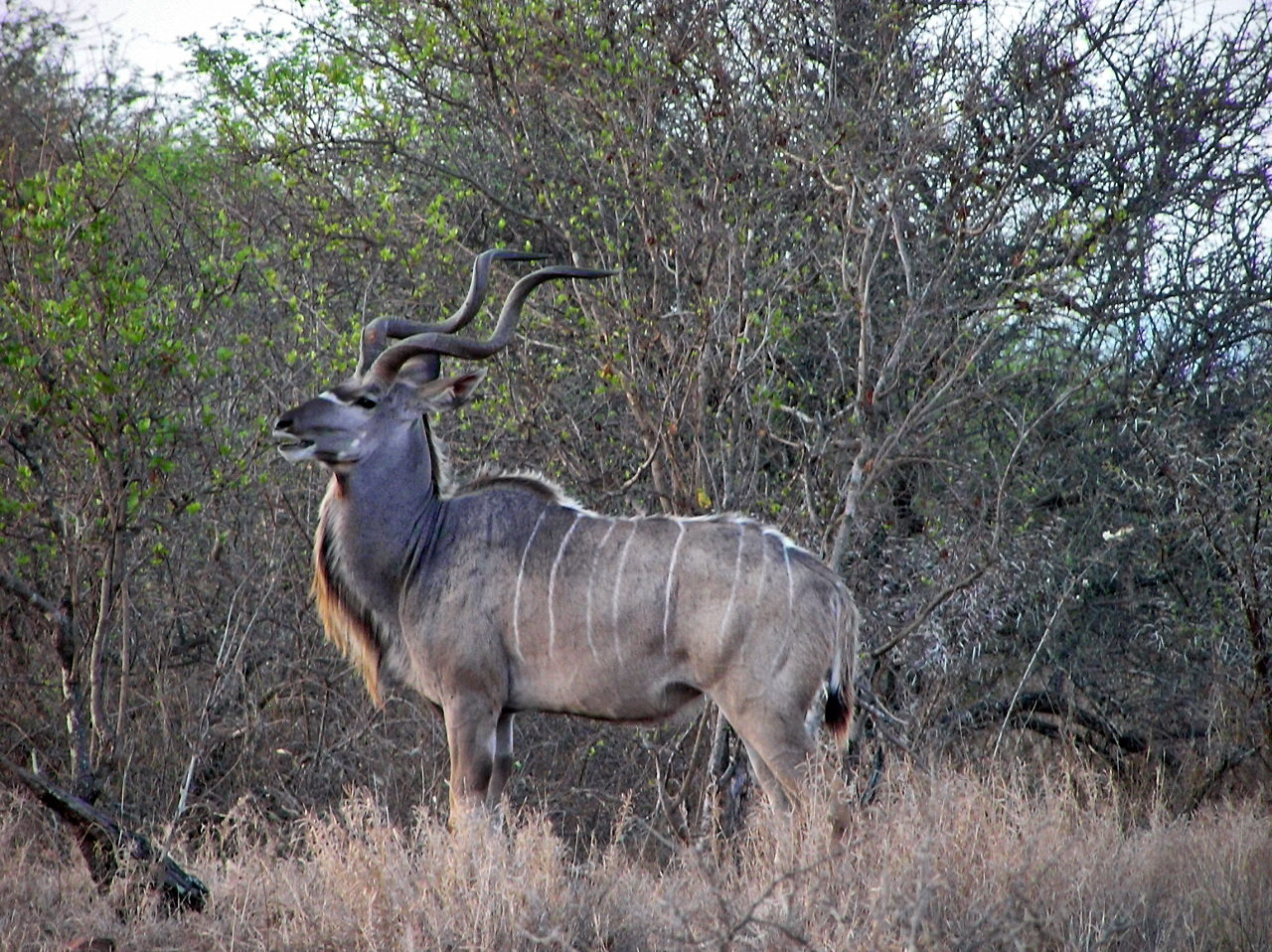
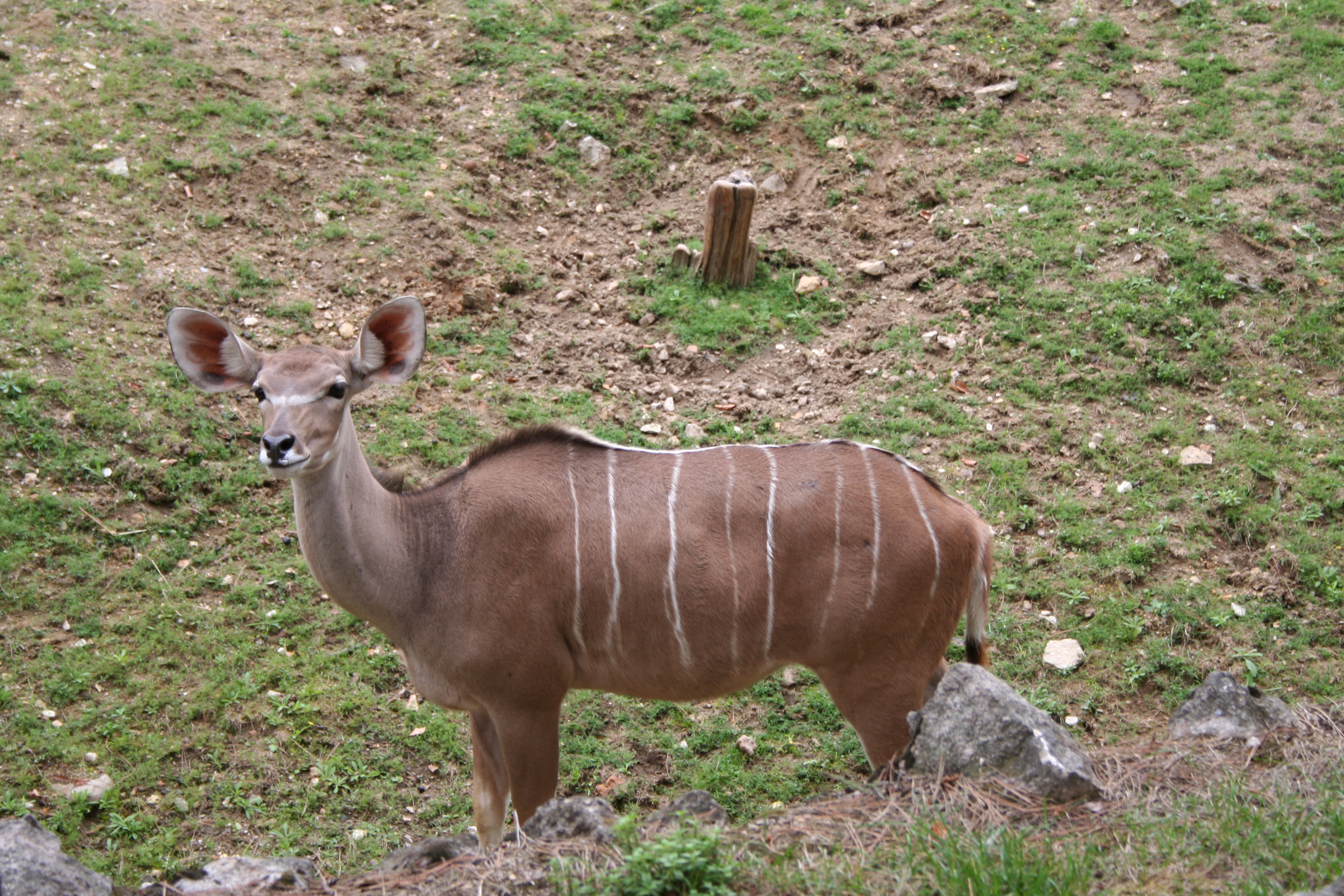
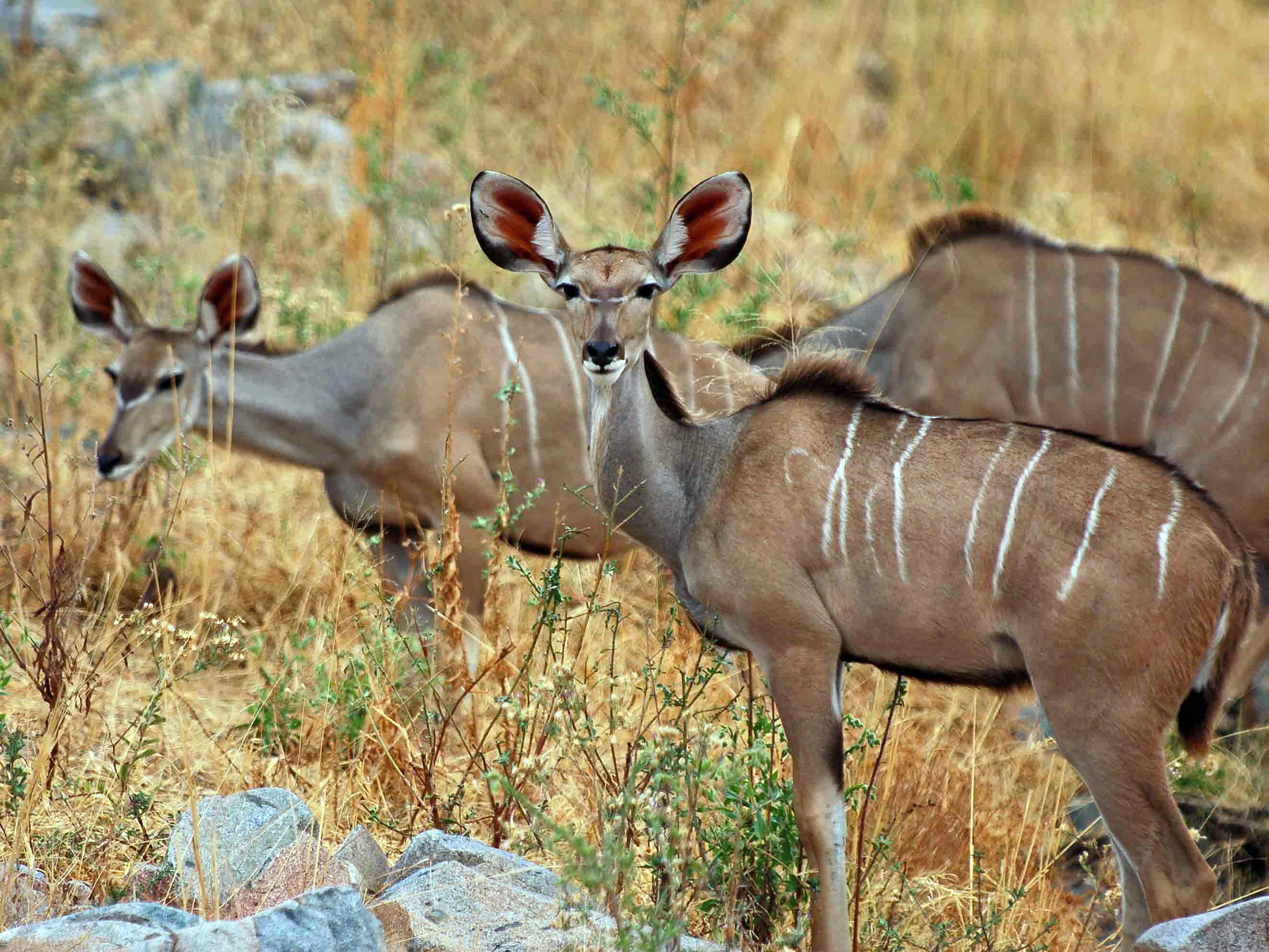
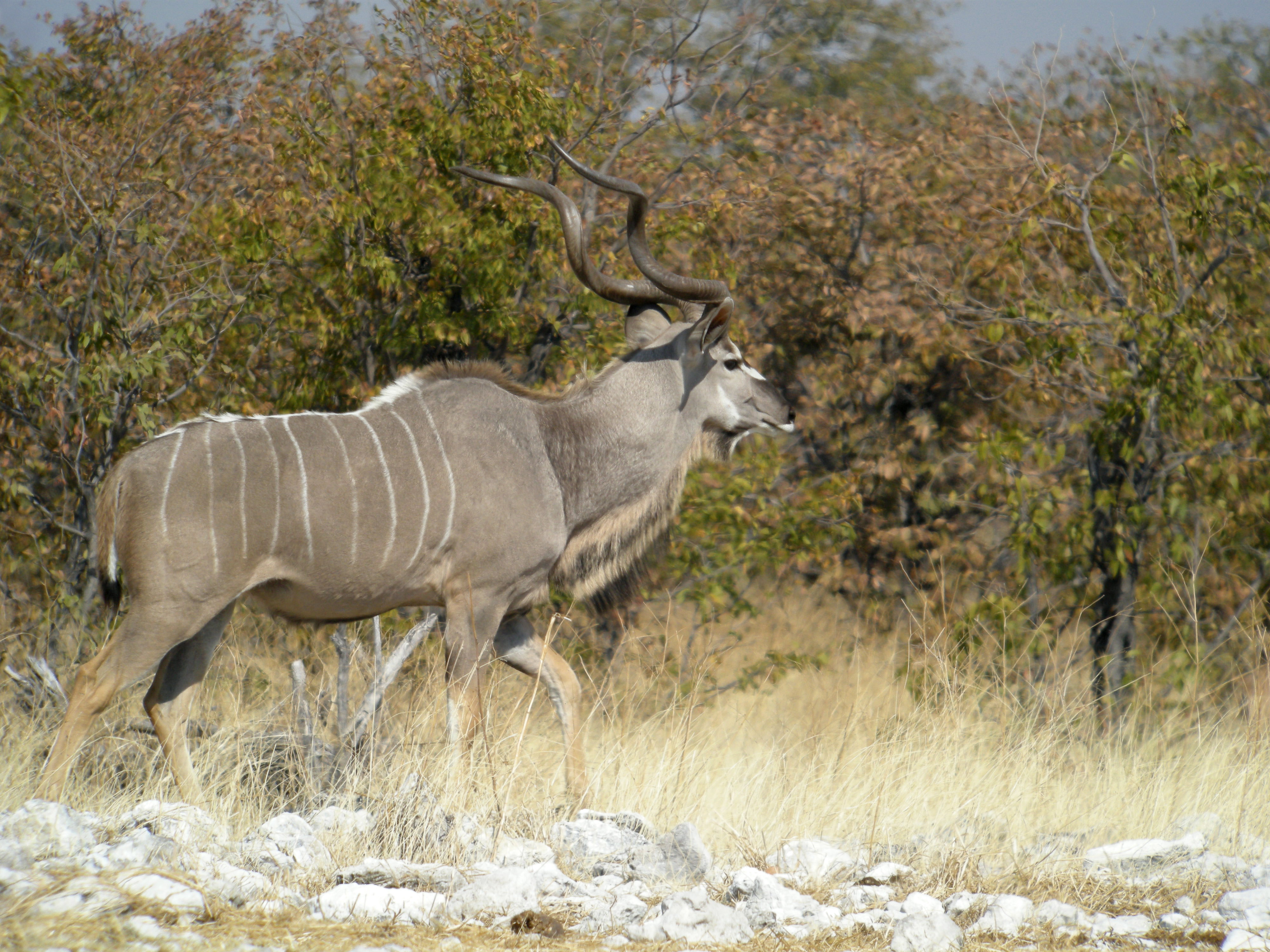
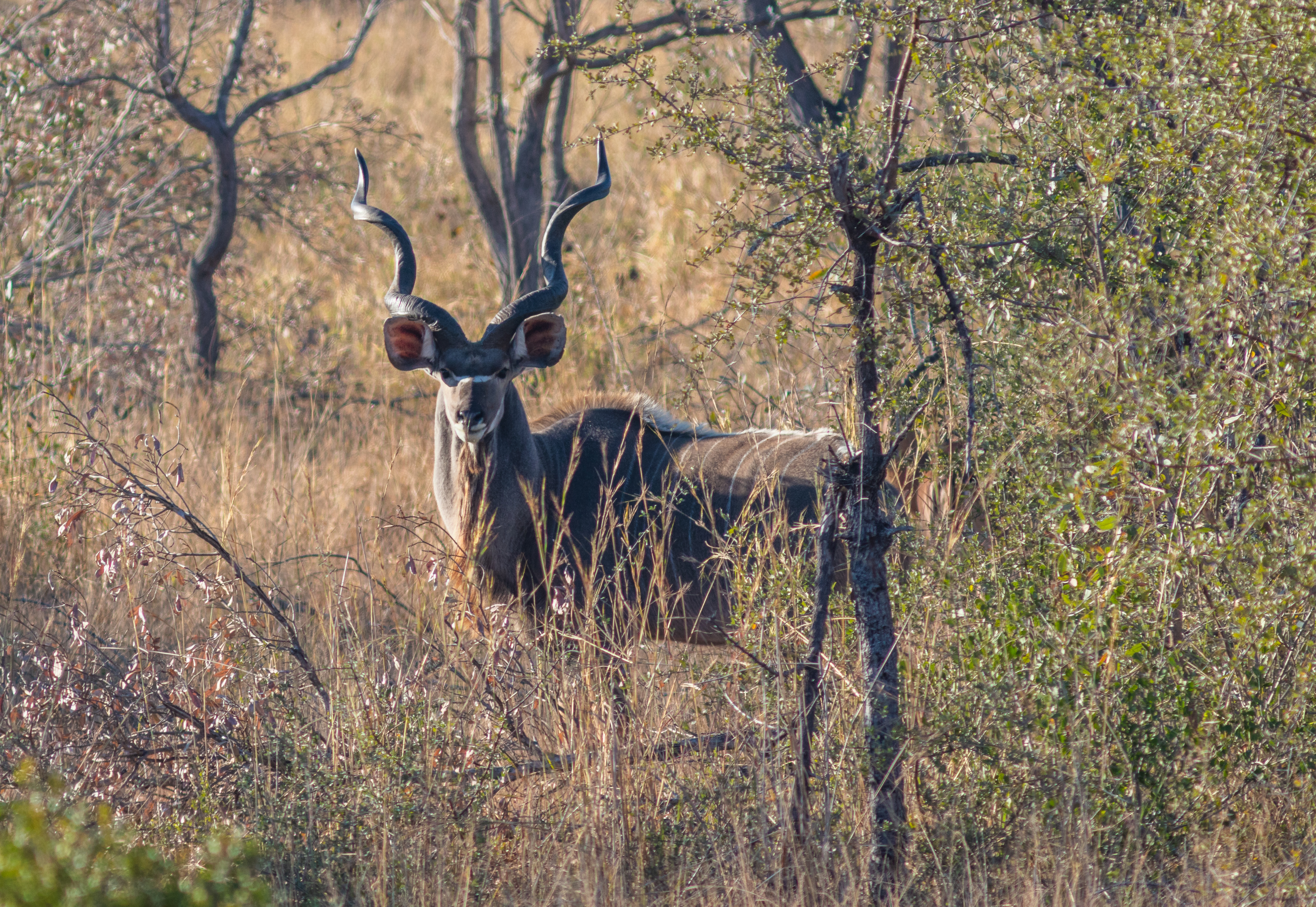